# Landarbeider

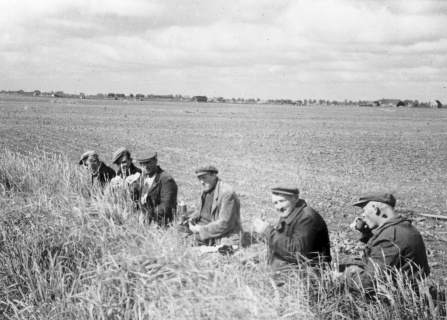
Schaftende landarbeiders omstreeks 1955

Een landarbeider is iemand die zijn fysieke kracht in dienst stelt van een boer bij het werken op diens grond. Andere benamingen zijn: agrarisch medewerker, daggelder, dagloner, keuter, knecht, huur(heuer)man.
Vanaf het ontstaan van de eerste boeren ten tijde van de neolithische revolutie waren er landarbeiders in de vorm van familieleden en knechten die de boer bijstonden in zijn lichamelijke arbeid. 
Het verschil tussen een knecht en een landarbeider is echter dat de eerste intern bij de boer woont en ongehuwd is. De landarbeider woont met zijn gezin in een huisje nabij de boerderij. De landarbeid was seizoensgebonden en de lonen lagen traditioneel laag. Het landarbeidersgezin had echter de beschikking over een grote moestuin en was tot op bepaalde hoogte zelfvoorzienend.
Na de Tweede Wereldoorlog verdween het beroep van landarbeider, evenals dat van (boeren)knecht. De reden was gelegen in de zich snel ontwikkelende landbouwmechanisatie en tegelijkertijd in het beschikbaar komen van beter betaalde banen in de industrie. Hierdoor trokken velen van hen naar de dorpen en steden. De vrijkomende huisjes werden gesloopt of gekocht door toeristen. De rol van het paard werd door de tractor overgenomen, en de diensten van de landarbeider werden vervangen door die van het loonbedrijf.
Landarbeiders waren vooral werkzaam in de akkerbouw. Knechten dienden daar voor de verzorging van de werkpaarden. De veeboeren hadden voornamelijk knechten in dienst, evenals melkers en/of herders.